# Fabian Feder
Fabian Feder (* 1987 in München) ist ein deutscher Schauspieler.

## Leben
Feder absolvierte von 2008 bis 2011 eine Schauspielausbildung an der Schauspielschule Schauspiel München. Bereits während seiner Ausbildung übernahm er zwischen 2009 und 2011 verschiedene Theaterengagements (u. a. Schauburg München, Kampnagel Hamburg, Theater Heppel & Ettlich).
Seit 2011 ist er als freier Schauspieler und Sprecher tätig. Seit 2012 hat er ein festes Gastengagement am Theater der Altmark (TdA) in Stendal. Dort spielte er u. a. in Pinocchio (Spielzeit 2012/13; als Grille/diverse Rollen), in Hänsel und Gretel (Spielzeit 2014/15, in der Titelrolle als Hänsel), in Der kleine Muck (Spielzeit 2015/16; als Hassan/Kater Mauz Miguel Manfredo der Struppige/Selim – ein Schnellläufer u. a.) und in der Komödie Männerhort von Kristof Magnusson (Spielzeit 2014/15; als Lars).
Seit 2016 gehört er zum Ensemble des „Jungen Theaters Augsburg“. 2017 gastierte er am Turmtheater Regensburg in einer Bühnenfassung des Romans Butterbrot von Gabriel Barylli.
Feder arbeitet auch für Film und Fernsehen. Seine Filmkarriere begann ab 2009 mit der Mitwirkung in mehreren Kurzfilmen, u. a. der Hochschule für Fernsehen und Film München (HFF München). Ab 2012 kamen dann auch Arbeiten für das Fernsehen hinzu. Er hatte Episodenrollen in den Serien IK1 – Touristen in Gefahr (2013), Die Familiendetektivin (2014) und SOKO 5113 (2014; als ehemaliger Jura-Student und Ex-Freund des Mordopfers).
2014 hatte er eine Rolle in Michael Verhoevens Film Let’s go!; er spielte die Figur des Gabriel im Alter von 22 Jahren. Im Oktober 2015 war er in der ZDF-Krimiserie Die Rosenheim-Cops in einer Episodenhauptrolle zu sehen; er spielte den Notarassessor Gernot Weiss. In der 18. Staffel der Rosenheim-Cops (Oktober/November 2018) hatte er erneut eine Episodenrolle als Sven Kirchbach, der Liebhaber und Tauchschüler des Mordopfers.
2011 erhielt Feder eine Nominierung für den Lore-Bronner-Preis. Er lebt in München.

## Filmografie (Auswahl)
- 2013: Tu’ es (Kurzfilm)
- 2013: IK1 – Touristen in Gefahr (Fernsehserie; Folge: Laos)
- 2014: Die Familiendetektivin (Fernsehserie; Folge: Der verlorene Sohn)
- 2014: Let’s go! (Fernsehfilm)
- 2014: SOKO 5113 (Fernsehserie; Folge: Patientin Nr. 12)
- 2015: Die Rosenheim-Cops (Fernsehserie; Folge: Der Tod des Grafen)
- 2018: Die Rosenheim-Cops (Fernsehserie; Folge: Ein ganz besonderer Tropfen)